# Глинне
Глинне (словац. Hlinné) — село и одноимённая община в районе Вранов-над-Топлёу Прешовского края Словакии.

## История
Впервые упоминается в 1402 году.
В селе есть греко-католическая церковь Успения Пресвятой Богородицы с 1794 года в стиле барокко-классицизма, с 1963 года национальная культурная достопримечательность и римско-католический костел с 1940 года в стиле сецессии с неоготичными элементами.

## Население
| Год:                | 1994 | 2004     | 2014     | 2024    |
| ------------------- | ---- | -------- | -------- | ------- |
| Количество человек: | 1453 | 1642     | 1824     | 1917    |
| Разница:            |      | +13,00 % | +11,08 % | +5,09 % |

Национальный состав населения (по данным последней переписи населения 2001 года):
- словаки — 77,78 %,
- цыгане — 21,51 %,
- чехи — 0,39 %,
- венгры — 0,06 %.

Состав населения по принадлежности к религии состоянию на 2001 год:
- греко-католики — 56,78 %,
- римо-католики — 29,52 %,
- протестанты — 8,91 %,
- православные — 0,39 %,
- не считают себя верующими или не принадлежат к одной конфессии — 1,03 %.